# 村澤亨
村澤 亨（むらさわ とおる、1979年（昭和54年）4月21日 - ）は、日本の栃木県芳賀郡益子町の「益子焼」の陶芸家。
5代に渡って続いている益子焼の窯元「村澤陶苑」の5代目当主である

## 経歴
1979年（昭和54年）4月21日、「村澤陶苑」4代目である村澤浩の子として栃木県芳賀郡益子町に生まれる。
家族から「陶芸をやって欲しい」「家業を継いで欲しい」と強制された事も言われた事も無かった。それでも家業を存続させなければならないと無意識に考えるようになっていった。そしてまた、父親の手伝いをしているうちに「作る事が楽しい」と気付いていった。父・浩に「陶芸の道に進む」と伝えた時は、「大変だけど、頑張りなさい」と言われ、益子焼の伝統的な釉薬である柿釉や黒釉や飴釉の扱い方や、「流し掛け」や「イッチン」の施し方など、益子焼の様々な技術を教えてくれた。
2002年（平成14年）に作新学院大学経営学部を卒業した後、「栃木県窯業指導所」（現・「栃木県産業技術センター 窯業技術支援センター」）に入所、翌2003年（平成15年）に研究科を修了し、2004年（平成16年）には家業に就き、「村澤陶苑」に入った。
そして2005年（平成17年）から国展に出品し、ほぼ毎年入選していった。
それでも、形も焼き方もなかなか満足出来ず、父・浩から教わった益子焼の伝統的な技法だけでなく、「自分が作りたいものから取り組んでいって、自分の特徴を出していければいい」と、気負いなく試行錯誤しながら作陶に励んでいた。
同業の、地元・益子の先輩たちからは「自分のやりたい事を詰め込み過ぎている」と手厳しい指摘を受ける事もあったが、「作る物は違っても、生かせる技術や考え方がある」と自らの刺激としていった。
そして経験を積んでいき、いつかは家にある登り窯で自分の作品を焚きたいと夢を膨らませていた。
2011年（平成23年）1月11日、父・浩が逝去した、そのちょうど2ヵ月後の3月11日、東日本大震災が発生。この時、村澤陶苑の初代が明治33年に築いた幅5m、長さ18mもある、焚口が2つもあった登り窯が壊滅的に破壊されてしまった。
その登り窯では父や祖父、そして職人たちと共に年に4回は窯を焚いていたという。
そして登り窯を全部壊して新しく作り直そうとも思ったが、2つの焚口の部分は残す事にした。それでも登り窯を壊す時には本当に辛くて仕方がなかったという。
そして壊した登り窯を材料として用いて、窯作りの職人とボランティアの人たちの協力を得て、新しい登り窯を築窯した。
一人で作陶して登り窯をいっぱいにするのは大変だが、年に1回は登り窯を焚いているという。息子たちに見てもらうためにも焚いているという。
ガス窯や灯油窯なら簡単に陶器の焼成が出来る。それでも登り窯での焼成は、便利なことからは得られない価値があると思っている。
益子の登り窯は、陶器を量産出来る立派な登り窯である。登り窯で焼く、ということを益子に残していきたい。そして益子焼を後世に残したい。
そう願いを込めながら、益子の伝統を継承しながら、日常的に使える器を考えながら、自分なりの表現を探しながら、日々、作陶を続けている